# Mujin
Mujin (kinesiska: 木金, 木金乡) är en socken i Kina. Den ligger i provinsen Hunan, i den södra delen av landet, omkring 120 kilometer nordost om provinshuvudstaden Changsha. Antalet invånare är 20654. Befolkningen består av 10 022 kvinnor och 10 632 män. Barn under 15 år utgör 23,0 %, vuxna 15-64 år 65 %, och äldre över 65 år 10,0 %.
Genomsnittlig årsnederbörd är 2 096 millimeter. Den regnigaste månaden är maj, med i genomsnitt 390 mm nederbörd, och den torraste är oktober, med 59 mm nederbörd.